# 長尾純一
長尾 純一（ながお じゅんいち、1985年11月8日 - ）は、日本の元ラグビー選手。

## プロフィール
- 愛知県出身[1]。
- ポジションはプロップ(PR)。
- 身長 178cm、体重 108kg

## 略歴
高校1年生からラグビーを始めた。
2004年、愛知高校卒業後、名城大学に入る。
2008年、名城大学卒業後、トヨタ自動車ヴェルブリッツに加入。
2009年9月5日に行われたジャパンラグビートップリーグ第1節のヤマハ発動機ジュビロ戦に先発出場で公式戦初出場を果たす。
2015年、現役を引退した